# روبن دياز
روبن دوس سانتوس غاتو ألفيس دياز (بالبرتغالية: Rúben dos Santos Gato Alves Dias؛ مواليد 14 مايو 1997) هو لاعب كرة قدم برتغالي محترف يلعب في مركز قلب الدفاع مع نادي مانشستر سيتي في الدوري الإنجليزي الممتاز والمنتخب البرتغالي.
بدأ دياس من خلال أكاديمية شباب بنفيكا. حيث بدأ اللعب مع بنفيكا ب في عام 2015 وتمت ترقيته إلى الفريق الأول في عام 2017، وحصل على جائزة أفضل لاعب شاب في الدوري البرتغالي. في الموسم التالي، ساعد أداء دياس بنفيكا على الفوز بلقب الدوري في موسم 2018–19 ولاحقًا كأس السوبر البرتغالي خلال موسم 2019–20، بينما تم اختياره أيضًا ضمن فريق العام للدوري البرتغالي، حيث شارك في أكثر من 100 مباراة. في هذه الأثناء، وقع مع مانشستر سيتي في سبتمبر 2020 مقابل رسوم بلغت 68 مليون يورو (61.64 مليون جنيه إسترليني).
دياس هو لاعب دولي سابق في صفوف الفئات السنية للمنتخب البرتغالي، حيث مثل بلاده في الفئات السنية تحت 16 سنة وتحت 17 سنة وتحت 19 سنة وتحت 20 سنة وتحت 21 سنة. شارك لأول مرة على المستوى الدولي في عام 2018، حيث تم اختياره في فرق البرتغال لكأس العالم 2018 ونهائيات دوري الأمم الأوروبية 2019 على أرضه، وفاز بالبطولة الأخيرة، بينما تم اختياره أيضًا كرجل المباراة في المباراة النهائية.

## مسيرته الكروية

### بنفيكا ب
ولد دياس في أمادورا، وبدأ مسيرته المهنية في نادي إستريلا دا أمادورا المحلي، قبل أن ينتقل إلى أكاديمية شباب بنفيكا في عام 2008، حيث لعب مع فريق الناشئين حتى عام 2015. في نفس العام، في 30 سبتمبر، شارك لأول مرة مع بنفيكا ب بموسم 2015–16 ف يمباراة باللييغا بروضد تشافيس. في 7 مارس 2016، استدعى روي فيتوريا دياس البالغ من العمر ثمانية عشر عامًا لخوض مباراة بنفيكا في دور الستة عشر لدوري أبطال أوروبا ضد زينيت بعد أن فشل ثلاثة من لاعبي الوسط الأربعة الرئيسيين في القيام بالرحلة إلى روسيا. في الموسم التالي ساعد فريق ب على احتلال المركز الرابع. أعلى مركز على الإطلاق حصل عليه النادي في الدرجة الثانية. كما ساعد فريق الناشئين في الوصول إلى نهائي الدوري الأوروبي للشباب 2016–17.

### بنفيكا
في 16 سبتمبر 2017، شارك دياس لأول مرة مع الفريق الأول في مباراة بالدوري البرتغالي الممتاز ضد بوافيشتا. بعد شهرين من العروض الرائعة، بما في ذلك مباراتان ضد مانشستر يونايتد في دوري أبطال أوروبا، خضع لعملية جراحية بسبب التهاب الزائدة الدودية، مما أدى إلى غيابه لمدة شهر. سجل هدفه الأول مع بنفيكا في مواجهة بكأس الدوري البرتغالي (2–2) ضد فيتوريا سيتوبال في 29 ديسمبر 2017. في 3 فبراير 2018، سجل هدفه الأول في الدوري البرتغالي الممتاز ضد ريو أفي (5–1). في نهاية الموسم، تم اختياره كأفضل لاعب شاب في الدوري البرتغالي الممتاز.
بعد تكهنات كثيرة تربط دياس بانتقاله إلى ليون الفرنسي، مدد عقده مع بنفيكا حتى عام 2023. في 2 نوفمبر 2019، لعب دياس مباراته رقم 100 للنادي وسجل الهدف الافتتاحي ضد ريو أفي في مباراة الفوز 2–0 داخل أرضه.
في 26 سبتمبر 2020، سجل دياس الهدف الافتتاحي ضد موريرينسي بفوز 2–0. بعد المباراة، اعترف المدرب جورجي جيسوس أنها ربما كانت آخر مباراة له مع النادي.

### مانشستر سيتي
وقع دياس مع نادي مانشستر سيتي في الدوري الإنجليزي الممتاز في 29 سبتمبر 2020 بعقد مدته ست سنوات، مقابل رسوم بلغت 68 مليون يورو (61.64 مليون جنيه إسترليني)، مع تلقي بنفيكا رسمًا أوليًا قدره 56.6 مليون يورو (51 مليون جنيه إسترليني)، بالإضافة إلى انتقال نيكولاس أوتامندي إلى بنفيكا في تبادل جزئي مقابل 15 مليون يورو، والتي يمكن أن ترتفع إلى 71.6 مليون يورو، بما في ذلك المكافآت المتعلقة بالأداء. في 3 أكتوبر 2020، شارك دياس لأول مرة في الدوري مع السيتي في التعادل 1–1 خارج أرضه ضد ليدز يونايتد.
حصل دياس على جائزة أفضل لاعب في مانشستر سيتي لشهر نوفمبر 2020، بعد سلسلة من العروض الدفاعية القوية للغاية. في 27 فبراير 2021، سجل دياس هدفه الأول للسيتي في مباراة الفوز 2–1 على ضيفه وست هام يونايتد. في 4 مايو، حصل دياز على جائزة أفضل لاعب في مباراة إياب نصف نهائي دوري أبطال أوروبا ضد باريس سان جيرمان؛ حيث استطاع فريقه الفوز 2–0 والتأهل إلى أول نهائي في دوري الأبطال بتاريخ النادي.

## مسيرته الدولية
مثّل دياس منتخب البرتغال تحت 17 سنة في بطولة أوروبا تحت 17 سنة لعام 2014. بعد ذلك بعامين، تولى قيادة منتخب البرتغال تحت 19 سنة في بطولة أوروبا تحت 19 سنة 2016. في العام التالي قاد منتخب البرتغال تحت 20 سنة في كأس العالم تحت 20 سنة 2017. في 5 سبتمبر 2017، ظهر لأول مرة مع منتخب البرتغال تحت 21 سنة في مباراة تصفيات بطولة أوروبا تحت 21 سنة ضد ويلز.[بحاجة لمصدر]
تم استدعاء دياس إلى الفريق الأول من قبل مدرب البرتغال فرناندو سانتوس في 15 مارس 2018، قبل المباريات الودية الدولية ضد مصر وهولندا. ومع ذلك، بعد أربعة أيام تم استبعاده من الفريق بعد إصابته بالتواء في الكاحل الأيمن. في 17 مايو 2018، تم اختيار دياس في تشكيلة البرتغال المكونة من 23 لاعباً للمشاركة في كأس العالم 2018 في روسيا. بعد أحد عشر يومًا، شارك لأول مرة على المستوى الدولي في مباراة ودية ضد تونس. على الرغم من تواجده في كأس العالم، إلا أنه لم يشارك في أي من مباريات البرتغال الأربع في البطولة.
بعد نهائيات كأس العالم، بدأ دياس في ترسيخ نفسه كقلب الدفاع الأساسي، متجاوزًا مكان جوزيه فونتي إلى جانب بيبي، وشارك في جميع مباريات البرتغال في دوري الأمم الأوروبية 2018–19، مما ساعد البرتغال على الوصول إلى نهائي دوري الأمم الأوروبية على أرضها. في 9 يونيو، هزمت البرتغال هولندا 1–0 في نهائي البطولة، مع اختيار دياس كأفضل لاعب في المباراة.
في 17 نوفمبر، سجل دياس أهدافه الدولية الأولى خلال دوري الأمم الأوروبية 2020–21، وسجل هدفين في الفوز 3–2 على كرواتيا.

## الإحصائيات

### النادي
آخر تحديث 4 مايو 2021.
| النادي       | الموسم   | الدوري                   | الدوري | الدوري  | الكأس الوطني | الكأس الوطني | كأس الدوري | كأس الدوري | أوروبا | أوروبا  | أخرى   | أخرى    | المجموع | المجموع |
| النادي       | الموسم   | الدرجة                   | الظهور | الأهداف | الظهور       | الأهداف      | الظهور     | الأهداف    | الظهور | الأهداف | الظهور | الأهداف | الظهور  | الأهداف |
| ------------ | -------- | ------------------------ | ------ | ------- | ------------ | ------------ | ---------- | ---------- | ------ | ------- | ------ | ------- | ------- | ------- |
| بنفيكا ب     | 2015–16  | ليغا برو                 | 26     | 0       | —            | —            | —          | —          | —      | —       | —      | —       | 26      | 0       |
| بنفيكا ب     | 2016–17  | ليغا برو                 | 28     | 0       | —            | —            | —          | —          | —      | —       | —      | —       | 28      | 0       |
| بنفيكا ب     | 2017–18  | ليغا برو                 | 1      | 0       | —            | —            | —          | —          | —      | —       | —      | —       | 1       | 0       |
| بنفيكا ب     | المجموع  | المجموع                  | 55     | 0       | —            | —            | —          | —          | —      | —       | —      | —       | 55      | 0       |
| بنفيكا       | 2017–18  | الدوري البرتغالي الممتاز | 24     | 3       | 1            | 0            | 3          | 1          | 2      | 0       | 0      | 0       | 30      | 4       |
| بنفيكا       | 2018–19  | الدوري البرتغالي الممتاز | 32     | 3       | 5            | 0            | 3          | 0          | 15     | 1       | —      | —       | 55      | 4       |
| بنفيكا       | 2019–20  | الدوري البرتغالي الممتاز | 33     | 2       | 5            | 0            | 2          | 0          | 8      | 1       | 1      | 0       | 49      | 3       |
| بنفيكا       | 2020–21  | الدوري البرتغالي الممتاز | 2      | 1       | —            | —            | —          | —          | 1      | 0       | —      | —       | 3       | 1       |
| بنفيكا       | المجموع  | المجموع                  | 91     | 9       | 11           | 0            | 8          | 1          | 26     | 2       | 1      | 0       | 137     | 12      |
| مانشستر سيتي | 2020–21  | الدوري الإنجليزي الممتاز | 29     | 1       | 4            | 0            | 3          | 0          | 10     | 0       | —      | —       | 46      | 1       |
| الإجمالي     | الإجمالي | الإجمالي                 | 175    | 10      | 15           | 0            | 11         | 1          | 36     | 2       | 1      | 0       | 238     | 13      |

1. ↑  تشمل كأس البرتغال، كأس الاتحاد الإنجليزي
2. ↑  تشمل كأس الدوري البرتغالي، كأس الرابطة الإنجليزية
3. 1 2 3  المباريات في دوري أبطال أوروبا
4. ↑  تسع مباريات في دوري أبطال أوروبا، ست مباريات وهدف واحد في الدوري الأوروبي
5. ↑  ست مباريات في دوري أبطال أوروبا، مباراتين وهدف واحد في الدوري الأوروبي
6. ↑  المباراة في كأس السوبر البرتغالي

### المنتخب
آخر تحديث 3 مارس 2021.
| المنتخب الوطني | العام   | الظهور | الأهداف |
| -------------- | ------- | ------ | ------- |
| البرتغال       | 2018    | 7      | 0       |
| البرتغال       | 2019    | 10     | 0       |
| البرتغال       | 2020    | 7      | 2       |
| البرتغال       | 2021    | 3      | 0       |
| المجموع        | المجموع | 27     | 2       |

اعتبارً من 17 نوفمبر 2020. قائمة الأهداف والنتائج مع منتخب البرتغال الأول.
| # | التاريخ        | المكان                     | م. | الخصم   | الهدف | النتيجة | المسابقة                       | م.     |
| - | -------------- | -------------------------- | -- | ------- | ----- | ------- | ------------------------------ | ------ |
| 1 | 17 نوفمبر 2020 | ملعب بولجد، سبليت، كرواتيا | 24 | كرواتيا | 1–1   | 3–2     | دوري الأمم الأوروبية 2020–21 أ | [ 36 ] |
| 2 | 17 نوفمبر 2020 | ملعب بولجد، سبليت، كرواتيا | 24 | كرواتيا | 3–2   | 3–2     | دوري الأمم الأوروبية 2020–21 أ | [ 36 ] |

## الإنجازات
بنفيكا
- الدوري البرتغالي الممتاز: 2018–19[37]
- كأس السوبر البرتغالي: 2019[38]
- دوري شباب أوروبا الوصيف: 2016–17[39]

مانشستر سيتي
- الدوري الإنجليزي الممتاز: 2020–21، 2021–22،[40] 2022–23، 2023–24[41]
- كأس الاتحاد الإنجليزي: 2022–23
- درع المجتمع الإنجليزي: 2024
- كأس رابطة الأندية الإنجليزية المحترفة: 2020–21[42]
- دوري أبطال أوروبا: 2022–23[43]
- كأس السوبر الأوروبي: 2023

البرتغال
- دوري الأمم الأوروبية: 2018–19[44]

الفردية
- فريق البطولة في بطولة أمم أوروبا تحت 19: 2016[45]
- جوائز كوزمي دامياو – موهبة العام: 2017[46]
- أفضل لاعب شاب في الدوري البرتغالي الممتاز: 2017–18[13]
- نهائيات دوري الأمم فريق البطولة: 2019[44]
- فريق العام في الدوري البرتغالي الممتاز: 2019–20[47]

## وصلات خارجية
- روبن دياز على موقع الاتحاد الدولي (مؤرشف)  (الإنجليزية)
- روبن دياز على موقع الاتحاد الأوربي (الإنجليزية)
- روبن دياز على موقع إي إس بي إن إف سي (الإنجليزية)
- روبن دياز على موقع قاعدة بيانات كرة القدم.إي يو (الإنجليزية)
- روبن دياز على موقع ليكيب (الفرنسية)
- روبن دياز على موقع ناشيونال فوتبول تيمز (الإنجليزية)
- روبن دياز على موقع Soccerbase.com (لاعب) (الإنجليزية)
- روبن دياز على موقع Soccerway.com (الإنجليزية)
- روبن دياز على موقع عالم كرة القدم.نت (الإنجليزية)
- روبن دياز على موقع كووورة